# Warłaam (Kozula)
Warłaam, imię świeckie Piotr Karpowicz Kozula (ur. 19 czerwca?/1 lipca 1871 w Bajbuzowce w guberni chersońskiej, zm. 10 października 1937 w Zauralnej Roszczy) – biskup Rosyjskiego Kościoła Prawosławnego.

## Życiorys
Pochodził z rodziny chłopskiej. Ukończył szkołę cerkiewno-parafialną, następnie ukończył zaocznie seminarium duchowne. W 1886 wstąpił jako posłusznik do monasteru Narodzenia Matki Bożej w Korżewcach (eparchia podolska). Po jedenastu latach przeniesiono go do monaster Przemienienia Pańskiego w Granowie w tej samej eparchii. Od 1897 do 1898 był również katechetą w szkole podstawowej przy monasterze. W Granowie złożył śluby mnisze w riasofor na ręce ihumena Melecjusza (1898), a następnie został postrzyżony na mnicha z imieniem Warłaam (1901). 26 września 1901 został wyświęcony na hierodiakona, zaś 12 stycznia lub 13 września 1903 – na hieromnicha. Od 1898 do 1907 sprawował obowiązki ekonoma klasztoru.
Podczas wojny rosyjsko-japońskiej, od czerwca do listopada 1905, hieromnich Warłaam był kapelanem wojskowym, służył w szpitalu polowym w Nikolsku. W 1907 powierzono mu zadanie utworzenia nowego monasteru w Bałcie. Początkowo służył w cerkwi cmentarnej w Bałcie i kierował miejskim przytułkiem dla sierot. Następnie zdołał skupić wokół siebie kolejnych mnichów i od czerwca 1907 był przełożonym monasteru św. Teodozjusza Wielkiego. Od 1908 był również katechetą, a następnie kierownikiem dwuklasowej szkoły. W 1909 otrzymał godność archimandryty.
W 1923 został przełożonym monasteru Przemienienia Pańskiego w Berszadzi. Po dwóch latach został aresztowany przez OGPU, jednak z powodu niedostatecznych dowodów postępowanie karne w jego sprawie zawieszono. 1 sierpnia 1926 został w tajemnicy wyświęcony na biskupa berszadzkiego, wikariusza eparchii kijowskiej. Hierarcha nadal przebywał na terenie monasteru w Berszadzi do 1927, gdy zmuszono go do wyjazdu do Charkowa.
W 1928 egzarcha Ukrainy Konstantyn mianował go locum tenens eparchii winnickiej. Biskup Warłaam zamieszkał początkowo w żeńskim monasterze Trójcy Świętej w Brajłowie. Skupił wokół siebie 40 parafii uznających zwierzchność zastępcy locum tenens Patriarchatu Moskiewskiego metropolity Sergiusza. W 1931 został aresztowany pod zarzutem agitacji antyradzieckiej, uznany za winnego sprzeciwiania się kolektywizacji rolnictwa oraz nakłaniania do opuszczania kołchozów i skazany na trzy lata zesłania do obwodu karagandyjskiego. Karę odbywał w Karagandzie lub, według innego źródła, w Bułajewie.
Po zakończeniu kary został skierowany do eparchii swierdłowskiej jako jej wikariusz, z tytułem biskupa złatoustowskiego, jednak pozostał tam tylko od kwietnia do sierpnia 1934. Od sierpnia 1934 do stycznia 1935 był biskupem sarapulskim, wikariuszem eparchii wiackiej. Następnie przez cztery miesiące był wikariuszem eparchii permskiej z tytułem biskupa osińskiego, locum tenens eparchii permskiej. W tym samym roku osobiście spotkał się w Moskwie z metropolitą Sergiuszem i zgodził się podjął pracę duszpasterską w Joszkar-Ole. Od maja 1935 do stycznia 1937 był wikariuszem eparchii niżnonowogrodzkiej z tytułem biskupa marijskiego. W jego jurysdykcji pozostawały 92 parafie, biskup służył w wiejskiej cerkwi Narodzenia Matki Bożej w Siemionowce.
Od stycznia do maja 1937 był biskupem syzrańskim, zaś od maja do sierpnia 1937 – biskupem orenburskim. 2 sierpnia 1937 został aresztowany razem z ks. Siergijem Cełowalnikowem i świecką kobietą, starostą cerkwi św. Dymitra w Orenburgu. Został oskarżony o szpiegostwo na rzecz Japonii i Niemiec oraz członkostwo w antyradzieckiej organizacji monarchistycznej. Skazany na śmierć, został rozstrzelany w październiku tego samego roku pod Orenburgiem.